# Sir Thomas More (peça teatral)
Sir Thomas More é uma peça de teatro isabelina que retrata a vida de Thomas More. O que sobrevive da peça é apenas um único manuscrito, agora propriedade da Biblioteca Britânica.
A principal referência a respeito da peça é que há a participação de William Shakespeare entre seus autores, mas o manuscrito também é importante para o estudo de como era a censura do drama isabelino.

## Tradução
A única tradução da Obra para a língua portuguesa, foi realizada no ano de 2016 por Régis Augustus Bars Closel em seu trabalho de Doutorado "Sir Thomas More : Estudo e Tradução", ainda não tendo sua publicação realizada a tradução já recebeu leituras dramáticas organizadas pelo Instituto Shakespeare Brasil e pelo Cena IV - Shakespeare Cia.